# Serghei Biriuzov
Serghei Semionovici Biriuzov (în rusă Серге́й Семёнович Бирюзо́в; n. 21 august 1904, Skopin, gubernia Reazan⁠(d), Imperiul Rus – d. 19 octombrie 1964, Belgrad, RS Serbia, RSF Iugoslavia) a fost un mareșal al Uniunii Sovietice. În 1963, Serghei Biriuzov a fost numit șeful Marelui Stat Major al URSS.
Biriuzov s-a născut în Skopin, provincia Riazan. S-a înrolat în Armata Roșie în 1920 și a fost promovat constant până când a ajuns comandant de batalion. 
În 1934 s-a dus la Academia Militară Frunze pe care a absolvit-o în 1937. În același an a fost numit comandant al unei divizii de pușcași, după care în 1937 a fost numit șef de operații în districtul militar Harkov, o poziție pe care a păstrat-o până în 1939, după care a fost numit în fruntea Diviziei 132 Pușcași.  Biriuzov a comandat această unitate în următorii trei ani, lucru rar printre generalii sovietici, în special în Al Doilea Război Mondial.
Divizia lui Biriuzov era parte a Frontului din sud-vest, Frontul Briansk. Era un comandant bun, adesea își conducea personal oamenii în luptă. În primul an al Operațiunii Barbarossa (iunie 1941) Biriuzov a fost rănit de cinci ori, de două ori foarte grav.
În aprilie 1942 a fost promovat șef de stat major al Armatei a 48-a, parte a Frontului Briansk, apoi în noiembrie al aceluiași an șef de stat major al Armatei a 2-a Gardă cu care a ajutat la zdrobirea armatei a 6-a germane încercuite lângă Stalingrad.
În aprilie 1943 a fost promovat șef de stat major al Frontului de sud, unde s-a dovedit de un real folos comandantului Fiodor Tolbuhin.
La 20 octombrie 1943, Frontul Sudic a fost redenumit Frontul al 4-lea Ucrainean, de unde în octombrie 1944 a fost transferat comandant la Armata a 37-a parte a Frontului al 3-lea Ucranean, unde a rămas până la sfârșitul războiului.
Biriuzov a participat la expulzarea forțelor germane din Ucraina și al eliberarea Bulgariei și Iugoslaviei. 
După război a deținut pentru perioade scurte de timp mai multe funcții. În 11 martie 1955 a primit rangul de Mareșal al Uniunii Sovietice.
În perioada aprilie 1955-aprilie 1962 a deținut comanda Forțelor Aeriene de Apărare, după care a fost denumit comandant al Rachetelor Strategice.
În 1963 a fost numit șef de stat major al Armatei URSS.
Biriuzov a murit în 19 octombrie 1964 într-un accident de avion lângă Belgrad. Urna cu rămășițele sale pământești a fost înmormântat în Kremlin. 